# Жиротеодолит
Определянето на азимути на земната повърхност с помощта на специални геодезически жироскопични прибори – жиротеодолити, се нарича жироскопично ориентиране. Конструктивно жиротеодолитът представлява ъгломерен инструмент, в който са съчетани жироскоп, който е датчик за истинския меридиан в прибора и теодолит. Отстъпвайки на този етап от своето развитие на астрономогеодезическите методи по точност на определяне на азимута, метода на жироскопичното ориентиране има съществени преимущества:
- измерените азимути с жиротеодолит практически не зависят от атмосферните условия, времето през годината и денонощието;
- геодезическата обезпеченост на района на работата и неговите физикогеографски особености;
- наблюдаването с жиротеодолит е сравнително лесно и бързо;
- работа независи от радиовълни и магнитни аномалии;
- процесът позволява широко автоматизиране.

Наблюдаваните обекти могат да бъдат:
- на повърхността на земята
- под земята
- вкорпусите на масивни съоръжения.

Съчетането с радио- и светлодалекомери жироскопичното ориентиране позволява нов подход при решаване на проблемите при опорните геодезически мрежи, изчисляване на координати.

## Исторически сведения
Първи опити били направени на основата на разработка върху компаса, които да удовлетворяват изискванията на маркшайдерското обслужване, където проблема с ориентирането на подземните изработки е бил нерешен. При разработката на маркшайдерския жирокомпас основно внимание е обърнато на необходимата точност, ограничения във времето нямало.
Друга област на геодезическите работи, която се нуждае от ориентиране е подготовката на артилеристите за стрелба (насочването на оръдията за стрелба). При тези разработки на жирокомпаси, наречени бусоли имало ограничения за времето на насочване.
В предвоенния период конструкторските работи по създаване на наземни жирокомпаси – жиротеодолити се провеждали съвместно в Съветския съюз и Германия.
През 1913 г. руския учен Д.В.Фроски предложил на Общорусийския Маркшайдерски конгрес необходимостта от създаване на маркшайдерски жирокомпас, но за осъществяването на тази идея са били необходими почти 20 г. През 1932 – 1935 г. в Централния научноизследователски маркшайдерски институт се провеждали изследвания по маркшайдерска жироскопия. Ръководител на проекта е бил проф. Бахурин. През 1936 – 37 г. са създадени два макета на маркшайдерски жирокомпас, като конструкциятана единия е предложена от В. Г. Бек, а другата от М. Л. Рудаков, но резултатите не се увенчали с успех.
Един от първите жирокомпаси е на немския учен Шулер направен до 1920 г., но той както и последвалите макети за жиробусоли от немска страна били непрактични, като главна причина била ниската точност (около 10') и ниска надеждност при работата.
През 1950 г. ВНИМИ (Всесоюзний научно-исследовательский маркшайдерский институт) завършил разработката и изпитал в производствени условия маркшайдерския жирокомпас М-1. По това време във ФРГ бил създаден подобен прибор за посочване на меридиана MW1(Meridian weiser). Приборите имат много сходни показатели, защото са на базата на еднотипни навигационни компаси „Курс“ и „Аншюц“. Така се дава началото на практическото използване на метода на жироскопичното ориентиране в геодезията. По-нататък се усъвършенстват тези прибори както конструктивно, така и по увеличаване на точността, която при М-1 и MW-1 била 1 – 2'. Също така конструкцията се олекотила от 500 кг. за комплекта на жирокомпаса М-3 и 650 кг. за меридиануказателя MW2B до 12 кг при МГ (малогабаритен минен жирокомпас).
Разработката на жиротеодолити в УНР започва в тясно сътрудничество със съветските специалисти и за кратко време през 1962 г. е създаден добър жиротеодолит Жи-Б1, а от 1963 г. е в серийно производство. До 1965 г. са разработени още три модела жиротеодолити Gi-Cl, Gi-C2, Gi-B2.
Другите социалистически страни разработват жиротеодолит и през 1963 г. в ГДР – MRK-1, и усъвършестван прибор MRK-2.
От водещите капиталистически страни през 1958 – 1960 г. на базата на опита на ФРГ в САЩ съвместно с ФРГ специалисти фирмата „Lup“ произвежда жиротеодолит, наречен „Указател на севера“(North seeking gyroscope). Следват все по-съвършени прибори – „Джитар“, „Кат“ при които точност на определяне на севера достига 1' при продължителността на работа 8 – 10 мин.
В средата на 60-те години на 20 век се появяват и първите образци на жиротеодолити, конструирани в Англия („ПИМ" – Precisions indicator of the meridian), Швейцария – (GAK-1), Белгия и други страни.
Геодезическите жироскопични прибори, предназначени за определяне на азимути на посоки на земната повърхност се наричали наземни жироскопи или жирокомпаси. В някои страни те се наричан указатели, индикатори на меридиана, жиробусоли и др. Повечето названия не позволяват да се прави разлика от навигационните компаси. Пълно и точно прибора се отразява от названието жиротеодолит, защото е съвкупност от ъгломерен инструмент и жироскопен датчик, който определя посоката на меридиана.

## Конструкция
Конструкцията на жиротеодолита зависи от типа на жироскопа. В зависимост от типа на жироскопа, жиротеодолитите се делят на:
- Роторни;
- Безроторни.

Безроторните жиротеодолити се делят на:
- вибрационни;
- лазерни;
- оптически;
- ядрени.

Роторните жиротеодолити се делят в зависимост от центъра на координатната система на жироскопа на:
- свободни жироскопи – центъра на тежестта на жироскопа съвпада с центъра на Декартовата координатна система на жироскопа;
- махални жироскопи – центъра на тежестта на жироскопа е отместен от центъра на координатната система и в зависимост от окачването те се делят на жироскопи на принципа на водното окачване и лентови (торсионни) жироскопи.

В зависимост от вида на торсиона те са неподвижно закрепени теодолитна и жироскопна част.
В зависимост от точността няма единна класификация, но в учебно-техническата литература е възприета унгарската класификация на жиротеодолитите. Тя се състои от два компонента: букви от латинската азбука (А, B, C, D, E), които съответстват на пет класа точност, при едно пускане на жиротеодолита.
- A – до 5" – високоточни;
- B – до 20" – точни;
- C – до 40" – средноточни;
- Д – до 1' – понижена точност;
- Е – до 3' – ниска точност.

## Роторни жироскопи
Механическо устройство с бързовъртящ се динамически симетричен маховик (ротор) с точка на окачване. Конструкцията на жироскопа може да бъде с две или три степени на свобода.
При две степени на свобода системата на окачване осигурява на ротора на жиромотора възможност да се върти само около едната ос, перпендикулярно на оста на собствено въртене.
При три степени на свобода жиромотора се върти две взаимноперпендикулярни оси.